# A Minha Família É uma Animação
A Minha Família É uma Animação foi uma série de televisão portuguesa produzida pela SIC, com grande êxito na conquista de público infanto-juvenil. Foi exibida no horário nobre entre 29 de março de 2001 e 29 de julho de 2002, tendo sido emitidas duas temporadas nesse período. Esta produção baseia-se na série Mi familia es un Dibujo, criada pelo canal argentino Telefe e emitida de 1996 a 1998. Também lembrava um pouco o Alf. 
Contou com Fernando Luís, Ana Bustorff, José Afonso Pimentel, Isa Gonçalves e Fernando Gomes nos papéis principais.
Repetiu nas manhãs da SIC entre 2002 e 2005. A série foi reposta na SIC no verão de 2009 também nas manhãs, de segunda a sexta.

## Sinopse
A família Dias tem algo que nenhuma outra se pode gabar de ter. Um desenho animado. De jeans, ténis e camisola às riscas, o Neco, é uma figura atrevida, de cabelo ruivo, muitas sardas, ar risonho e espevitado. Anima a vida de toda a família. Aparentemente todos eles são pessoas normais. José Dias é taxista e vive com a mulher, Luísa, e os seus três filhos do primeiro casamento da mãe. O casal partilha ainda a casa com Júlio, pai de Zé e “avô” emprestado de Rafael, Rita e Tiago.
Os pais de Luísa, Lourenço e Mercedes Gameiro, são uma visita regular da casa. Mercedes, que nunca se conformou com a decisão da filha, aproveita todas as oportunidades para denegrir a imagem de José compará-lo com o genro "legitimo" Duarte, o ex-marido de Luísa. 
Nos últimos meses da gravidez de Luísa irrompe-lhe um enorme desejo de ver desenhos animados. Rafa, o filho mais novo, teima em afirmar que ouviu o irmão dentro da barriga da mãe a pedir para sair. Durante o parto os médicos ficam incrédulos com o que vêm, o bebé de Luísa não é bem um bebé, mas sim uma criança muito especial: um desenho animado, um rapazinho ruivo, muito carismático e divertido que é chamado de Neco, o que desperta, como não podia deixar de ser, a curiosidade e o interesse dos médicos que assistem o parto.
Com medo que os médicos o estudem, Neco acaba por desaparecer. Enquanto isso, e depois de muitas desventuras, o menino “animado” é encontrado por Fernando Medina, um desenhador. Por seu turno, o avô Júlio Dias decide ir ao “Ponto de Encontro” a fim de tentar recuperar o neto, mas não é levado a sério. Quem vê o programa é Fernando Medina, que decide entregar Neco aos pais.
Ao longo dos capítulos surgem problemas e aventuras relacionadas com o facto de viver com uma criança que é um desenho animado e o desafio que é ter que ocultar esse membro familiar à maioria das pessoas. 
Uma série de mistura de bonecos e atores à portuguesa. 

## Elenco

O desenho animado Neco era o protagonista.

| Ator                 | Personagem       |
| -------------------- | ---------------- |
| Fernando Luís        | José Dias        |
| Ana Bustorff         | Luísa Dias       |
| Rodrigo Névoa        | Rafael Dias      |
| José Afonso Pimentel | Tiago Dias       |
| Isa Gonçalves        | Rita Dias        |
| Fernando Gomes       | Júlio Dias       |
| Carla Ribeiro (voz)  | Neco             |
| Cecília Guimarães    | Mercedes Gameiro |
| Pedro Pinheiro (†)   | Lourenço Gameiro |
| Alfredo Brito        | Duarte Viana     |
| João de Carvalho     | Boizana          |

### Participações especiais
| Ator                | Personagem          |
| ------------------- | ------------------- |
| Julio isidro        | Carocha/Cris        |
| Teresa Tavares      | Cláudia             |
| David Personne      | João                |
| Jorge Corrula       | Segurança Discoteca |
| Almeno Gonçalves    | Médico              |
| Manuel Moreira      | André               |
| Maria João Bastos   |                     |
| Margarida Vila-Nova |                     |
| Joana Seixas        | Joana               |
| Vânia do Rosário    | Francisca           |
| Cristóvão Campos    | Miguel              |
| Alberto Quaresma    | Dr. Rocha           |
| Rómulo Fragoso      |                     |

## Episódios

### 1ª Temporada
- 1: O Nascimento do Neco
- 2: Um Boneco Muito Especial
- 3: Contado Ninguém Acredita
- 4: A Cábula Falante
- 5: Tudo em Família
- 6: O Amor Anda no Ar
- 7: O Elixir da Juventude
- 8: Uma Família em Apuros
- 9: Ó Zé Aperta o Cinto
- 10: A Noiva do Neco
- 11: O Primeiro Emprego
- 12: Febre de Sábado à Noite
- 13: Os Dias de Baixa
- 14: Neco é Raptado
- 15: A Ocasião Faz o Ladrão
- 16: Neco Vai Tu
- 17: A Corrida de Alvalade
- 18: Uma Professora Para o Neco
- 19: Histórias Cruzadas
- 20: Segundas Núpcias
- 21: Velhos São os Trapos
- 22: Um Bébé a Mais
- 23: Menino de Rua
- 24: Neco Foge de Casa

### 2ª Temporada
- 1: Casamento Oficial
- 2: O Dinheiro do Casamento
- 3: Preparativos do Casamento
- 4: Oferta de Lua de Mel
- 5: Compacto II
- 6: Lua de Mel
- 7: Filho Emancipado
- 8: Guerra ao Tabaco
- 9: A Festa do Rafa
- 10: Aluno Aplicado
- 11: Episódio #2.11
- 12: A Mãe é que Sabe
- 13: A Amnésia do Avô
- 14: O Natal com Toda a Família
- 15: Fobia ao Dentista
- 16: As Recordações do Avô
- 17: A Escapadela do Avô
- 18: Toy, o Melhor Amigo do Neco
- 19: Casa Nova
- 20: Obras na Casa Nova
- 21: Condição Física do Neco
- 22: Neco Quer Ser Actor
- 23: Os Cães do Amigo Luís
- 24: A Rita Está Muito Mimada
- 25: Infidelidades
- 26: O Meu Pai é o Maior
- 27: Reconciliação

## Trilha sonora
- 1. A vida foi para o boneco
- 2. Tu vais à discoteca
- 3. Vamos p'rá praia
- 4. (Por isso) deixem-me em paz
- 5. O primeiro amor (sonho ou ilusão)
- 6. Sem um abrigo
- 7. Só eu e tu
- 8. Um lugar no céu
- 9. É Natal (ser feliz)
- 10. A minha família é uma animação

## Temporadas
- Primeira temporada: 29 de Março de 2001 - 2 de Dezembro de 2001 (24 episódios)
- Segunda temporada: 5 de Janeiro de 2002 - 19 de Julho de 2002 (27 episódios)